# Bataille de Tunmen
Conflits entre la dynastie Ming et des pays européens
Batailles
Tunmen - Shancaowan - Penghu - Baie de Liaoluo - Fort Zeelandia
La Bataille de Tunmen (chinois simplifié : 屯门海战 ; chinois traditionnel : 屯門海戰 ; pinyin : Tún Mén hǎizhàn ; cantonais Jyutping : tyun4 mun4 hoi2 zin3) ou Tamão est une bataille navale entre la marine impériale Ming et une flotte portugaise dirigée par Diogo Calvo, qui se déroule en 1521 et s’achève par une victoire chinoise.

## Situation avant la bataille
Le diplomate portugais Fernão Pires de Andrade arrive à l'embouchure de la rivière des Perles en juin 1517 et demande au commandant de la marine de Nantou la permission d'amener ses navires à Guangzhou. Après avoir attendu, en vain, pendant un mois une réponse définitive, Andrade décide de remonter le fleuve jusqu'à Guangzhou sans la permission des autorités Ming. À leur arrivée, les navires portugais tirent des coups de canon en guise de salut amical, mais ce geste ne fait qu'alarmer la population et les autorités locales, qui deviennent très méfiantes envers ces étrangers. Les Portugais expliquent alors qu'ils ont agi ainsi, car les commerçants chinois ont fait la même chose en arrivant à Malacca. Mais cette explication ne fait que rendre les fonctionnaires locaux, encore plus méfiants car depuis que l'empereur Ming Jiajing a ordonné la fermeture complète de la frontière maritime (politique dite haijin, « interdiction maritime »), le commerce chinois avec l'étranger est interdit. La situation se détend lorsque la délégation officielle arrive de Guangzhou. Les Portugais sont alors reçus en grande pompe et on leur accorde le droit d'échanger leurs marchandises contre de la soie et de la porcelaine. Les officiels Ming octroient même un logement à Tomé Pires et a sept autres Portugais, ainsi que leurs esclaves, qui sont traités comme des ambassadeurs. Selon les archives portugaise, qu'ils ont fait bonne impression auprès de la population et des autorités.
Les négociations d'Andrade avec les officiels Ming sont contrariées par l'arrivée de son frère, Simão de Andrade, en août 1519. Simão fait immédiatement mauvaise impression sur les habitants de Tunmen, qui, jusque là, étaient ouvert à tous les étrangers. Après être arrivé avec trois navires, Simão exécute un citoyen portugais, puis fait construire un fort a Tunmen et interdit aux autres étrangers de commercer dans la région. Lorsqu'un fonctionnaire Ming arrive sur place pour enquêter sur la situation, Simão devient agressif et fait tomber son chapeau. Une fois installé sur place, Simão commence à acheter et à kidnapper des enfants le long de la côte chinoise, pour les revendre comme esclaves dans la colonie portugaise de Malacca. On trouve des enfants de familles aisées parmi ces esclaves, qui seront retrouvés des années plus tard à Diu, dans l'ouest de l'Inde. Il commence également à circuler dans toute la Chine des rumeurs voulant que Simão et d'autres Portugais sont des cannibales qui se nourrissent en dévorant des enfants,. Les activités de piratage de Simão provoquent une grande colère chez les Chinois et a la cour impériale Ming, ce qui conduit cette dernière à ordonner l'expulsion des Portugais de Tunmen.
De son côté, l'ambassade portugaise d'Andrade arrive à Nankin en mai 1520, mais les nouvelles de la conduite de Simão de Andrade sont parvenues à Pékin avant lui. De plus les ambassadeurs du roi de Malacca en exil sont également arrivé à La Cour Impériale et portent plainte contre les Portugais. Les fonctionnaires Ming rédigent alors des mémoires pour le trône (en) qui condamnent la conquête de Malacca par les Portugais et plaident pour le renvoi de leur ambassade. La situation se complique un peu plus pour l'ambassade, avec la mort de l'empereur Zhengde le 20 avril 1521. Le nouveau Grand Secrétaire (en),Yang Tinghe (en), annonce le renvoi de l'ambassade portugaise le lendemain de la mort de l'empereur; et Andrade n'a plus qu'à repartir pour Guangzhou avec ses hommes, où ils arrivent en septembre.

## La bataille
Lorsque l'ordre d'expulsion des Portugais de Tunmen arrive sur place, les hommes de Simao refusent de partir. En réponse, le commandant Wang Hong réuni un escadron de 50 navires et a imposé un blocus aux Portugais, ainsi qu'aux jonques siamoises et patani que ces derniers ont réquisitionnées. La bataille, qui se déroule en avril ou mai, commence par une attaque directe de la flotte Ming contre les portugais, mais les navires chinois ne parviennent pas à se rapprocher, a cause de la portée supérieure des canons portugais. Le terrain clos où se déroule le combat est également à l'avantage des Portugais et la tactique d'encerclement des Ming s’avère préjudiciable à ces derniers. Wang Hong change de tactique et envoie un groupe de navires de feu pour piéger les Portugais. Bien que ces derniers réussissent à échapper à l'attaque par le feu, ils subissent plusieurs abordages depuis les navires Ming et les combats font payer un lourd tribut à leurs effectifs. Ils finirent par réaliser qu'il ne leur est plus possible de faire naviguer les cinq navires avec ce qui leur reste d'équipage et finissent par fuir après avoir abandonné deux caravelles, ainsi que ce qui leur reste de jonques. Un vent violent se lève à ce moment-là et disperse la flotte Ming qui les poursuit, ce qui permet aux Portugais de se retirer et de retourner à Malacca en octobre,.

## Conséquences
Malgré ce conflit, les Portugais continuent à faire du commerce le long de la côte de la province du Fujian, avec l'aide de marchands locaux corrompus. Simão de Andrade poursuit également ses activités pendant des décennies, car après avoir été obligé de s'enfuir de Guangzhou en 1520, il navigue jusqu'à Xiamen et Ningbo où il établit des colonies. Simão finit par être doublé par un commerçant local en 1545. En réponse, il envoie des hommes armés dans la ville, la pille et fait prisonniers les femmes et jeunes filles,. Cela provoque une expédition punitive des habitants, qui se regroupent et massacrent les Portugais de Simão. Mais les exactions des Portugais ne se limitent pas à la population chinoise et ils s'en prennent également a d'autres étrangers. C'est ainsi qu'une fois, Coelho de Sousa saisit purement et simplement la maison d'un riche étranger résidant à Jinzhou, dans le Fujian. Les autorités Ming réagissent en coupant les vivres aux Portugais, qui ripostent en saccageant un village voisin pour s'approvisionner. En représailles, les Ming détruisent 13 de leurs navires. Après cela, trente portugais survivants s'enfuient plus au sud, au Guangdong, en 1549,.
En 1554, les marchands portugais Leonel de Sousa et Simão d'Almeida offrent des pots-de-vin à Wang Bo, le vice-commissaire à la défense maritime. Leur but est de consolider la présence portugaise au Guangdong et d'éviter de subir une nouvelle expulsion. Après avoir été chaleureusement accueillis par les marchands portugais sur leurs navires, Wang entame les discussions et les deux parties conviennent d'un paiement de 500 taels par an, versé personnellement au vice-commissaire à la défense maritime. En échange, les Portugais sont autorisés à s'installer sur l'ile de Macao et à n'appliquer la taxe impériale de 20 % que sur la moitié de leurs produits. Les relations se détendent progressivement, et à partir de 1557, les Portugais ne sont plus invités à quitter Macao pendant l'hiver par les autorités chinoises. L'ambassadeur portugais Diogo Pereira arrive en 1563, afin de normaliser les relations avec la Chine. La présence portugaise à Macao est renforcée en 1568, lorsque les Portugais aident les Ming à combattre une centaine de navires pirates. La nature de l'accord entre Wang Bo et les marchands manque de peu d’être découverte par les observateurs impériaux en 1571, mais le vice-commissaire brouille les pistes en assimilant les paiements reçus a des "loyers fonciers" versés au trésor impérial. Les marchands oligarques de Macao continuent donc de soudoyer leurs surveillants mandarins et l'accord de 1554 reste en place. L'incident le plus important lié à cette corruption organisée a lieu en 1582, lorsque le vice-roi du Guangdong et du Guangxi convoque les principaux responsables de Macao à une réunion. Se rappelant quel a été le sort de Tome Pires des décennies plus tôt, les dirigeants de Macao choisissent un juge âgé et un jésuite italien pour les remplacer. Lors de la réunion, le vice-roi se déchaîne contre les représentants de Macao, les accusant de gouverner la cité en violation de la loi Ming, menaçant de détruire la colonie et d'expulser tous les Portugais de Macao. Son attitude change radicalement lorsque les deux hommes lui offrent 4 000 cruzados. C'est ainsi qu'à la fin de la réunion, selon les propres termes du vice-roi : "Les étrangers, soumis aux lois de l'Empire, peuvent continuer à habiter Macao,."
Le sultanat malais de Johor améliore également ses relations avec les Portugais, et combat à leurs côtés contre le sultanat d'Aceh,,.

## Localisation

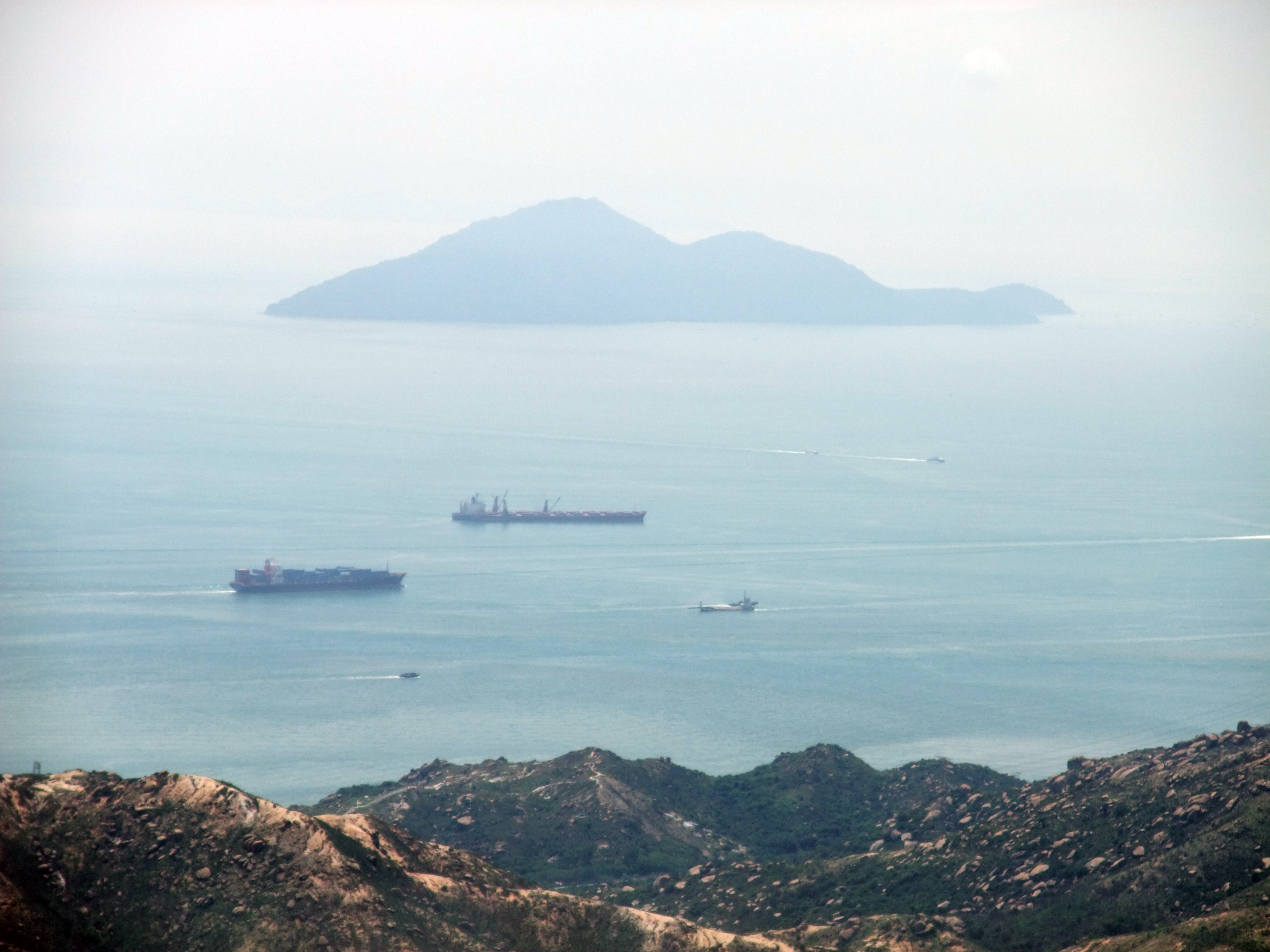
Vue de depuis le pic Castle, Tuen Mun

L'emplacement précis de la bataille n'a jamais été établi.
Les Portugais ont appelé leur colonie Tamão, ce qui est interprété comme étant une déformation de "Tunmen" (chinois simplifié : 屯门 ; chinois traditionnel : 屯門), soit le nom utilisé depuis la dynastie Tang pour désigner la zone située à l'ouest de Hong Kong et à l'est de Shenzhen. Des sources chinoises indiquent que les Portugais se sont installés autour du passage de Tunmen (chinois traditionnel : 屯門澳), sauf que l'emplacement exact de ce passage est actuellement inconnu, de sorte que l'emplacement précis de la colonie portugaise et du champ de bataille reste sujet à débat parmi les historiens.
Aujourd'hui, "Tunmen" fait référence a Tuen Mun, soit la lecture en cantonais de ces mêmes caractères chinois. Cela conduit certains chercheurs à relier le "Tunmen" de l'époque des Ming à "Tuen Mun" dans les Nouveaux Territoires. le "passage de Tunmen" ferait alors référence à l'une des deux baies située autour de Tuen Mun : Castle Peak Bay, à côté de l'actuelle ville nouvelle de Tuen Mun ; ou Deep Bay entre les Nouveaux Territoires et Nantou dans l'actuelle Shenzhen, où une force de grade-côtes Ming était stationnée.
La description du lieu de la bataille dans les sources portugaises, selon lesquelles Tamão est une île, ajoute à la confusion. Comme Tuen Mun n'est pas une île, les chercheurs suggèrent que "Tamão" se réfère en fait à l'une des îles voisines de l'emplacement du fort portugais. L'île de Lintin, située à l'ouest de Tuen Mun, est communément acceptée dans les milieux universitaires occidentaux comme l'une des possibilités les plus probables , tandis que l'île de Lantau, beaucoup plus grande, fait également partie des hypothèses.

## Voir également
- Bataille de Shancaowan
- Wugongchuan (en)
- Guerre hispano-cambodgienne (en)
- Mont Kau Keng
- Fernão Pires de Andrade